# Austrogomphus prasinus
Austrogomphus prasinus – gatunek ważki z rodziny gadziogłówkowatych (Gomphidae).